# 台北時報
《台北時報》（Taipei Times）是在台灣發行的綜合性英文報紙，由自由報系負責發售，1999年6月15日創刊，為創報發行人林榮三從1988年創刊《自由時報》時深感台灣消息在國際媒體露出內容的褊狹而創辦的英文報紙，創報總編輯江春男（筆名司馬文武）。

## 現狀
《台北時報》一份24版：第一套的16個版面裡包括國內外新聞、時事評論、藝文及體育等各方面的報導；第二套的8個版面主要為財經新聞，對台灣及世界各地的重要財經消息。

## 外部連結
- 官方网站